# 比尤列加万
比尤列加万（羅馬化：Byureghavan），是亚美尼亚科泰克州比尤列加万市镇的城镇及其行政中心，位于首都葉里溫东北16公里、州府赫拉茲丹南边25公里处。2011年人口普查时该镇的人口数量为9,513人。2016年官方估计的人口数量为8,300人。

## 辞源
该地名字源自亚美尼亚语单词（意为“玻璃”）和（意为“聚居地”）。

## 图集

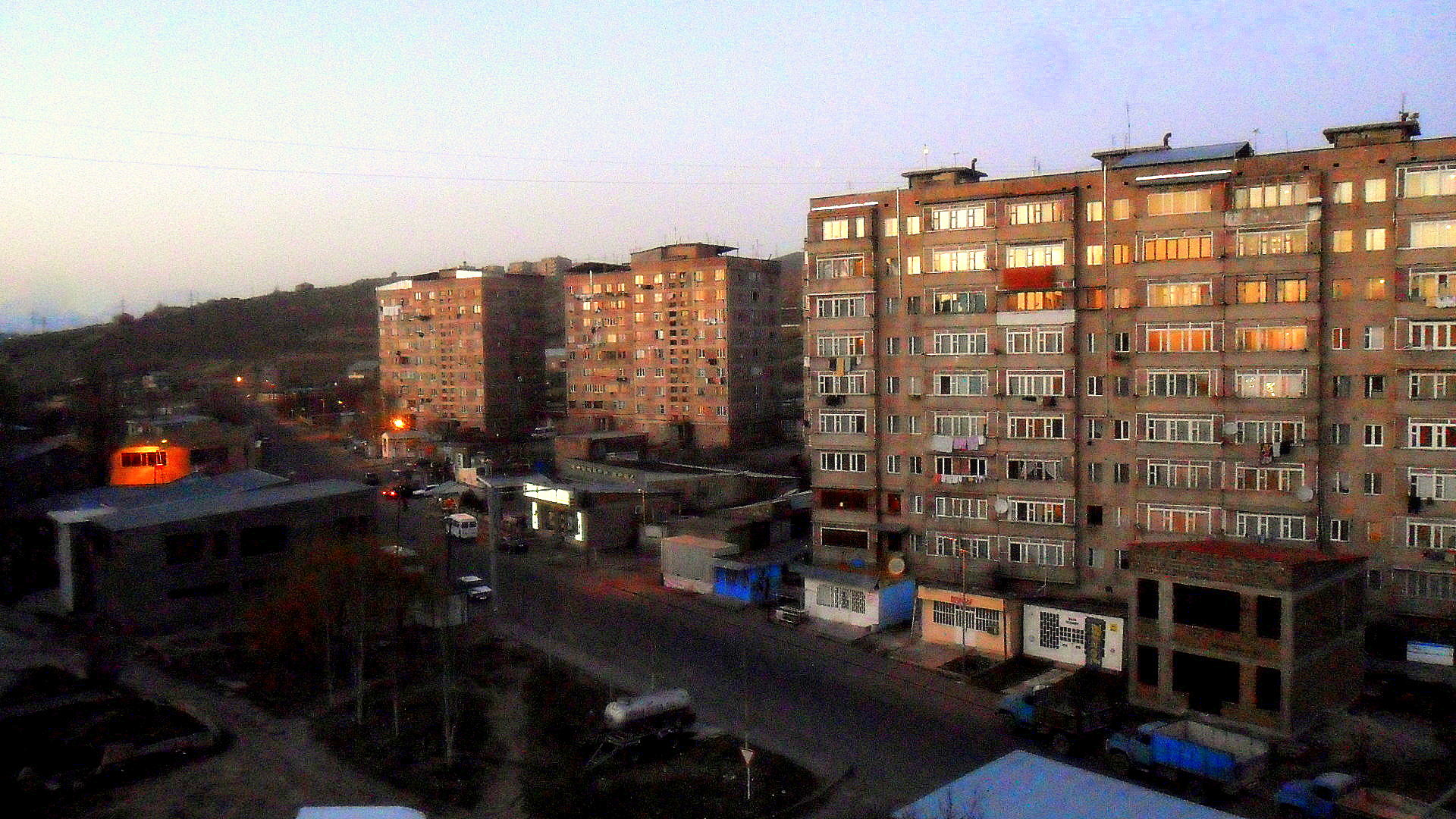
街景
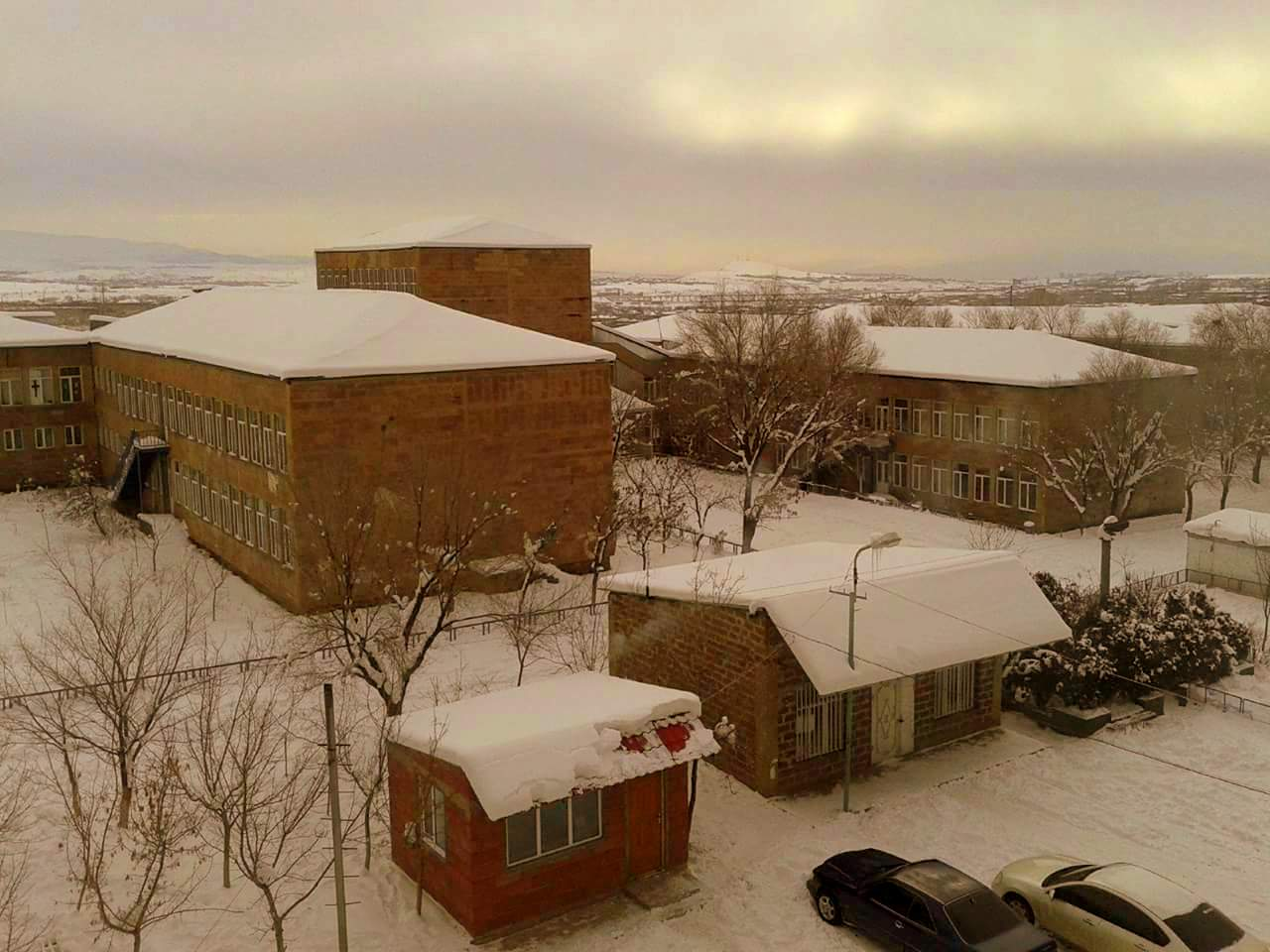
高中
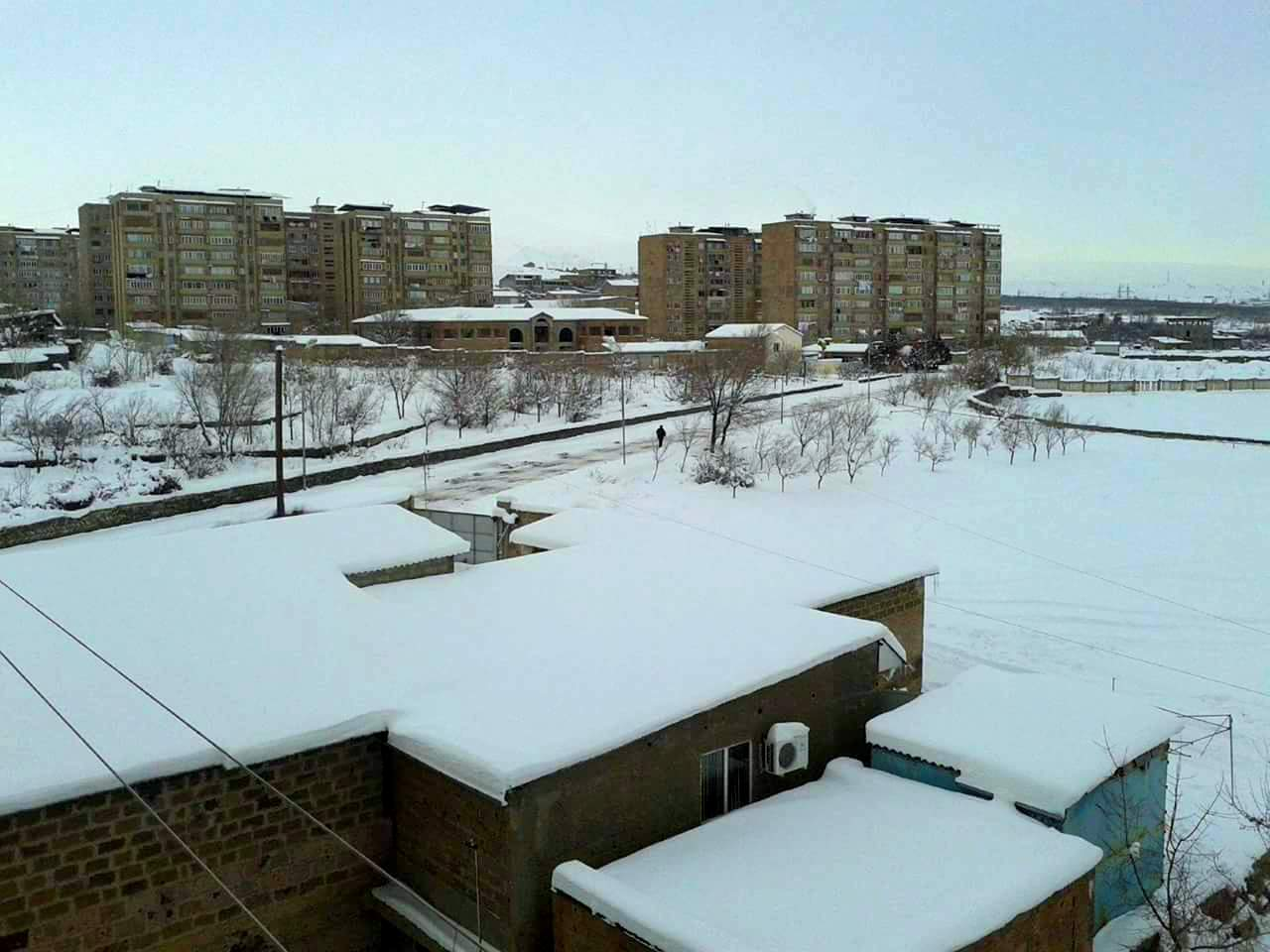
冬景